# Francisco Urroz
Francisco Urroz Martínez (ur. 14 grudnia 1920 w Higuerote, zm. 22 stycznia 1992 w Concón) – piłkarz chilijski grający podczas kariery na pozycji bramkarza.

## Kariera klubowa
Podczas kariery piłkarskiej Francisco Urroz występował w stołecznych Unión Española i CSD Colo-Colo. W czasie kariery dwukrotnie zdobył mistrzostwo Chile w 1949 (Unión Española) i 1947 (Colo-Colo).

## Kariera reprezentacyjna
W reprezentacji Chile Urroz zadebiutował 6 grudnia 1947 w przegranym 0-6 spotkaniu w Copa América z Urugwajem. Na turnieju w Ekwadorze Chile zajęło czwarte miejsce, a Urroz wystąpił w pięciu meczach: z Urugwajem, Ekwadorem, Argentyną, Kolumbią i Boliwią.
W 1949 po raz drugi uczestniczył w turnieju Copa América, na którym Chile zajęło piąte miejsce. Na turnieju w Brazylii Urroz wystąpił w pięciu meczach: z Boliwią, Brazylią, Ekwadorem, Kolumbią i Paragwajem, który był jego ostatnim występem w reprezentacji.
W 1950 roku został powołany przez selekcjonera Arturo Bucciardiego do kadry na mistrzostwa świata w Brazylii. Na mundialu Urroz był rezerwowym i nie wystąpił w żadnym meczu. Od 1947 do 1949 roku rozegrał w kadrze narodowej 10 spotkań.